# Красно-зелёная коалиция (Норвегия)
Красно-зелёная коалиция — левоцентристская политическая коалиция в Норвегии, существовавшая с 2005 по 2013 год. Состояла из трёх партий: Рабочей партии, Социалистической левой партии и Партии Центра. Таким образом, в неё входили социал-демократическая, левосоциалистическая и аграрная центристская политические силы.

## История
Красно-зелёная коалиция была основана в 2005 году, в качестве альтернативы правящему на тот момент блоку правоцентристских партий. На первых же для себя парламентсих выборах, состоявшихся в том же году, красно-зелёные партии одержали победу, получив вместе большинство мест в Стортинге (87 из 169). Лидер Рабочей партии Йенс Столтенберг сформировал правительство, в которое вошли представители всех трёх партий.
Красно-зелёное правительство было довольно необычной коалицией, в частности: это было первое в истории страны правительство с участием Социалистической левой партии, Рабочая партия впервые стала частью коалиционного правительства (до этого она формировала исключительно однопартийные правительства), а Партия Центра первый раз сотрудничала с левыми партиями.
На выборах в 2009 году коалиция вновь одержала победу, получив 86 мест в Стортинге.
Парламентские выборы в 2013 году красно-зелёные проиграли, уступив правоцентристам. На этот раз им досталось лишь 72 места в Стортинге. Все три партии претерпели поражение, потеряв значительное количество мест. Премьер-министр Йенс Столтенберг подал в отставку.
16 октября 2013 года Красно-зелёная коалиция формально прекратила своё существование, однако партии, входившие в неё, продолжают сотрудничать и в настоящее время.